# Hadena knyvetti
Hadena knyvetti är en fjärilsart som beskrevs av George Francis Hampson 1894. Hadena knyvetti ingår i släktet Hadena och familjen nattflyn. Inga underarter finns listade i Catalogue of Life.